# Énergie disponible
L'énergie disponible est une énergie cinétique qui apparaît lors de réactions chimiques exothermiques.
De nombreuses réactions apparaissant de façon spontanée dans la nature sont exothermiques ; c’est-à-dire que les produits des réactions possèdent une partie de leur énergie sous forme d'énergie cinétique, qui va participer à la balance menant à un accroissement de la température locale, énergie que l'on peut espérer récupérer. 

## Généralités
En physique nucléaire, cette énergie cinétique est nommée énergie disponible et son évaluation peut se faire aisément en considérant les énergies des particules ou de noyaux entrants et celles des particules ou noyaux sortants. Il faut bien sûr considérer la masse exacte des noyaux, compte tenu de la nature des états (fondamental ou excité) des produits. 
On peut bien sûr s'intéresser à l'énergie disponible pour chacune des étapes d'une chaîne de réactions, ou s'intéresser à l'ensemble de l'énergie que l'on peut récupérer. Les évaluations sont alors différentes pour des réactions d'explosions nucléaires, où seules vont intervenir les quelques millisecondes de la réaction en chaîne initiale (avant la dispersion rapide), que les heures, ou mois de l'ensemble des réactions dans le cœur d'une centrale où les mêmes réactions vont intervenir mais où l'énergie récupérée sous la forme souhaitée (de l'énergie thermique du fluide caloporteur) intègre une bonne part de toutes les réactions disponibles de chaque étape de la chaîne.
Certaines énergies cinétiques de produits sont pratiquement irrécupérables, du fait de la faiblesse de la section efficace des réactions qui pourraient les amener à une thermalisation ; il en est ainsi des neutrinos ou antineutrinos qui emmènent une partie de l'énergie des réactions béta, énergie restant en pratique indisponible.

## Cas particuliers
Les réactions de radioactivité révèlent une particularité due au fait que ces réactions, nucléaires, font très généralement intervenir des atomes neutres, ou très faiblement ionisés. Il s'ensuit que les balances énergétiques peuvent tenir compte des électrons de l'atome ; ceci permet d'exprimer les énergies disponibles en fonction des masses des atomes neutres, plutôt qu'en fonction des énergies de liaisons des nucléons des noyaux. Ceci provient du fait que l'on peut considérer comme négligeable les énergies de liaisons des électrons périphériques par rapport à toutes les autres énergies intervenant : énergie de masse des noyaux et des électrons.
Dans les équations qui suivent on notera {\displaystyle {\mathcal {M}}(A,Z)} la masse d'un atome de numéro atomique Z et de nombre de masse A.
- radioactivité α : notant {\displaystyle X_{Z}^{A}} le noyau père, entrant, et {\displaystyle Y_{Z-2}^{A-4}} le noyau fils, l'énergie disponible dans le repère du noyau père est :

{\displaystyle Q_{\alpha }={\mathcal {M}}(X)c^{2}-{\mathcal {M}}(Y)c^{2}-{\mathcal {M}}(He_{2}^{4})c^{2}}
remarque : la faiblesse des énergies de liaison des électrons permet l'utilisation de la masse de l'atome He, à la place de celle de la particule α même si les électrons correspondants sont, encore momentanément, sur le noyau fils.
- radioactivité β : on sait que se rencontrent deux sortes de transitions β ; la β− où une particule éjectée est un électron, et la β+ pour laquelle il s'agit d'un positon. Dans chaque cas une autre particule est créée, l'antineutrino et le neutrino, respectivement, qui emportent une partie de l'énergie libérée par la réaction. Une réaction dite de capture électronique est liée à la transition β+ : un électron périphérique interagit avec un proton pour donner un neutron.

En ce qui concerne la réaction β− l'énergie disponible est :
{\displaystyle Q_{\beta ^{-}}={\mathcal {M}}(A,Z)c^{2}-{\mathcal {M}}(A,Z+1)c^{2}-E({\bar {\nu }})}.
remarque : là aussi la masse de l'électron créé est cachée dans la masse de l'atome sortant.
Pour la réaction β+, il vient :
{\displaystyle Q_{\beta ^{+}}={\mathcal {M}}(A,Z)c^{2}-{\mathcal {M}}(A,Z-1)c^{2}-2m_{e}c^{2}-E(\nu )},
et pour la capture électronique :
{\displaystyle Q_{CE}={\mathcal {M}}(A,Z)c^{2}-{\mathcal {M}}(A,Z-1)c^{2}-E(\nu )}.
On rappellera ici que l'étude statistique de l'énergie disponible des transitions β a révélé la nature continue du spectre des particules β et fut un argument à l'origine de l'invention du neutrino.